# 马尔蒂拉诺
马尔蒂拉诺（義大利語：Martirano），是意大利卡坦扎罗省的一个市镇。总面积14.57平方公里，人口952人，人口密度65.3人/平方公里（2009年）。ISTAT代码为079073。